# Phare de Punta Filetto
Le phare de Punta Filetto (Italien :Faro di Punta Filetto) est un phare situé sur l'île de Santa Maria, de l'archipel de La Maddalena, en mer Tyrrhénienne, dans la province d'Olbia-Tempio (Sardaigne), en Italie.

## Histoire
Le phare a été construit en 1913 sur la pointe nord de l'île face au phare de Barrettinelli di Fuori. L'île appartient la municipalité de La Maddalena (province de Sassari). Le phare est entièrement automatisé, alimenté par une unité solaire et géré par la Marina Militare avec le numéro de code d'identification EF-1004.
Dans les années 1956-57, après de nombreuses demandes des habitants des îles de Razzoli, Santa Maria et Spargi, une école populaire a été établie pour les enfants des gardiens du phare et les bergers qui y vivaient. L'école était hébergée à l'intérieur du phare et les cours, tenus par l'institutrice Masia, n'ont débuté que le 9 janvier 1957 faute de moyens.
En 1972 le phare a été abandonné par les gardiens parce qu'il était automatisé, le bâtiment a commencé à tomber en ruine et le parc national de l'archipel de La Maddalena l'a restauré en 2006.

## Description
Le phare  se compose d'une tour quadrangulaire en maçonnerie au sommet d'une maison de gardiens de deux étages de 12 m de haut, avec galerie et lanterne. La totalité du bâtiment est peint en blanc et le dôme de la lanterne est gris métallisé. Il émet, à une hauteur focale de 17 m, quatre éclats blancs toutes les 20 secondes. Sa portée est de 10 milles nautiques (environ 19 km).
Identifiant : ARLHS : SAR007 ; EF-1004 - Amirauté : E0942 - NGA : 8188 .

## Caractéristique dufeu maritime
Fréquence : 20 secondes (W)
- Lumière : 1 seconde
- Obscurité : 3 secondes
- Lumière : 1 seconde
- Obscurité : 3 secondes
- Lumière : 1 seconde
- Obscurité : 3 secondes
- Lumière : 1 seconde
- Obscurité : 7 secondes

|                          |
| Archipel de La Maddalena |

|          |
| Le phare |

### Lien connexe
- Liste des phares de la Sardaigne